# Велика Іванівка (Волгоградська область)
Велика Іванівка (рос. Большая Ивановка) — село в Іловлінському районі Волгоградської області Російської Федерації.
Населення становить 1016  осіб. Входить до складу муніципального утворення Большеівановське сільське поселення.

## Історія
Село розташоване у межах українського історичного та культурного регіону Жовтий Клин.
Від 1965 року належить до Іловлінського району.

## Населення
| 2010 | 2012  | 2013  | 2014  | 2015  | 2016  | 2017  |
| ---- | ----- | ----- | ----- | ----- | ----- | ----- |
| 1014 | →1014 | ↗1020 | ↘1018 | ↘1014 | ↗1016 | →1016 |